# Judo na Panamerických hrách
Judo na Panamerických hrách je sportovní akcí, která je pravidelnou součástí Panamerických her pořádaných každé čtyři roky na americkém kontinentu. Hry jsou pořádány Panamerickou sportovní organizací (PASO), která je přidruženým členem Mezinárodního olympijského výboru (MOV). 

## Historie
Judo je součástí panamerických her od roku 1963, kdy proběhly čtvrté panamerické hry v São Paulu, s jednou přestávkou (Cali 1971). Pro většinu panamerické judistů má vítězství na těchto hrách srovnatelnou prestiž s ziskem titulu mistra světa.

## Kategorie
Počet disciplín se vyvíjel od začátku, nejvíce kategorií bylo v letech 1991 a 1995 — soutěžilo se také v muší váze.
Ženy se her účastní od roku 1983.

## Vítězové ve váhových kategoriích

### Muži
| rok  | místo            | muší váha   | superlehká váha   | pololehká váha | lehká váha  | polostřední váha | střední váha | polotěžká váha | těžká váha        |
| ---- | ---------------- | ----------- | ----------------- | -------------- | ----------- | ---------------- | ------------ | -------------- | ----------------- |
| 1963 | São Paulo        | —           | —                 | —              | T. Seino    | —                | L. Shiozawa  | —              | G. Harris         |
| 1967 | Winnipeg         | —           | —                 | A. Ono         | T. Miura    | —                | H. Nishioka  | M. Johnson     | A. Coage          |
| 1975 | Ciudad de México | —           | —                 | B. Farrow      | W. Erdman   | —                | R. Fischer   | R. Campos      | A. Coage          |
| 1979 | San Juan         | —           | L. Shinohara      | B. Farrow      | G. d'Nelson | C. Cunha         | L. Jani      | C. Pacheco     | J. Ibáñez         |
| 1983 | Caracas          | —           | R. Rodríguez      | G. Padilla     | G. d'Nelson | B. Barron        | L. Jani      | I. Azcuy       | M. Berger         |
| 1987 | Indianapolis     | —           | Sergio Pessoa st. | I. Borbona     | M. Swain    | J. Morris        | R. Caggiano  | A. Miguel      | F. Moreno         |
| 1991 | Havana           | L. Martínez | S. Yamasaki       | F. Morales     | M. González | J. Morris        | J. Wanang    | B. Salgado     | F. Moreno         |
| 1995 | Mar del Plata    | I. Alonso   | E. Beaton         | I. Hernández   | J. Pedro    | G. García        | N. Gill      | K. Morgan      | J. M. Tranquilini |
| 1999 | Winnipeg         | —           | M. Poulot         | M. Ríos        | J. Pedro    | G. Arteaga       | B. Olson     | N. Gill        | V. Sánchez        |
| 2003 | Santo Domingo    | —           | A. Gómez          | Y. Arencibia   | L. Camilo   | F. Canto         | B. Olson     | M. Sabino      | D. Hernandes      |
| 2007 | Rio de Janeiro   | —           | M. Albarracín     | J. Derly       | R. Reser    | T. Stevens       | T. Camilo    | O. Despaigne   | O. Braison        |
| 2011 | Guadalajara      | —           | F. Kitadai        | L. Cunha       | B. Mendonça | L. Guilheiro     | T. Camilo    | L. Corrêa      | O. Braison        |
| 2015 | Toronto          | —           | L. Preciado       | C. Chibana     | M. Estrada  | T. Stevens       | T. Camilo    | L. Corrêa      | D. Moura          |
| 2019 | Lima             | —           | R. Torres         | W. Mateo       | M. Estrada  | E. Santos        | I. Silva     | T. Briceño     | A. Granda         |

### Ženy
| rok  | místo          | muší váha     | superlehká váha | pololehká váha | lehká váha     | polostřední váha | střední váha   | polotěžká váha | těžká váha      |
| ---- | -------------- | ------------- | --------------- | -------------- | -------------- | ---------------- | -------------- | -------------- | --------------- |
| 1983 | Caracas        | —             | D. Anayaová     | M. Lewisová    | A. Burnsová    | R. Chapmanová    | C. Penicková   | A. Henryová    | M. Castrová     |
| 1987 | Indianapolis   | —             | M. Angelucciová | L. Boscarinová | C. Alacánová   | L. Roethkeová    | S. Greavesová  | S. Andréová    | N. Santiniová   |
| 1991 | Havana         | M. Fonsecaová | L. Verdeciaová  | M. Pérezová    | K. Donahoová   | I. Beltránová    | O. Revéová     | N. Morenová    | E. Rodríguezová |
| 1995 | Mar del Plata  | M. Turrová    | A. Savónová     | L. Verdeciaová | D. Gonzálezová | I. Beltránová    | O. Revéová     | D. Lunaová     | D. Beltránová   |
| 1999 | Winnipeg       | —             | A. Savónová     | L. Verdeciaová | D. Gonzálezová | V. Ishiiová      | S. Veranesová  | D. Lunaová     | D. Beltránová   |
| 2003 | Santo Domingo  | —             | D. Carriónová   | A. Savónová    | Y. Lupeteyová  | D. Gonzálezová   | L. Zuluetaová  | E. Silvaová    | D. Beltránová   |
| 2007 | Rio de Janeiro | —             | Y. Bermoyová    | S. Espinosaová | D. Zangrandová | D. Gonzálezová   | R. Rouseyová   | E. Silvaová    | V. Zambottiová  |
| 2011 | Guadalajara    | —             | P. Paretová     | Y. Bermoyová   | Y. Lupeteyová  | Y. Abelová       | O. Cortésová   | K. Harrisonová | I. Ortízová     |
| 2015 | Toronto        | —             | D. Mestreová    | É. Mirandaová  | M. Malloyová   | E. Garcíaová     | K. Zupancicová | K. Harrisonová | I. Ortízová     |
| 2019 | Lima           | —             | E. Soriano      | L. Pimenta     | A. García      | M. del Toro      | E. Rodríguez   | M. Aguiarová   | I. Ortízová     |

## Vítězové v kategorii bez rozdílu vah
| rok  | místo            | muži              | ženy             |
| ---- | ---------------- | ----------------- | ---------------- |
| 1963 | São Paulo        | B. N. Campbell    | —                |
| 1967 | Winnipeg         | D. Rogers         | —                |
| 1975 | Ciudad de México | J. Ibáñez         | —                |
| 1979 | San Juan         | O. Simões Filho   | —                |
| 1983 | Caracas          | V. Gómez          | H. Bauersachsová |
| 1987 | Indianapolis     | J. Fis            | M. Castrová      |
| 1991 | Havana           | J. Fis            | E. Rodríguezová  |
| 1995 | Mar del Plata    | J. M. Tranquilini | D. Beltránová    |
| 1999 | Winnipeg         | V. Sánchez        | D. Beltránová    |